# Theonellidae
Theonellidae is een familie van sponsdieren uit de klasse van de Demospongiae (gewone sponzen). 

## Geslachten
- Discodermia du Bocage, 1869
- Manihinea Pulitzer-Finali, 1993
- Racodiscula Zittel, 1878
- Siliquariaspongia Hoshino, 1981
- Theonella Gray, 1868